# Hermenegildo de Urréjola
Hermenegildo de Urréjola y Contreras (Gerona, 27 de marzo de 1850-Santa Coloma de Farnés, 23 de julio de 1914) fue un periodista y escritor español.

## Biografía
Era hijo de José de Urréjola Folch, de Barcelona, y Dolores Contreras Carbonell, de Besalú. Su abuelo paterno procedía de Mondragón (Guipúzcoa), mientras que el materno, Ramón Contreras, había sido alcalde de Castellón de Ampurias en 1867 y era caballero y Gran Cruz de la orden de Isabel la Católica.
Desde su juventud militó en el partido tradicionalista, sirviendo abnegadamente a su causa. En 1877 entró en la redacción de El Correo Catalán, de Barcelona, en donde trabajó brillantemente en sus secciones literaria e informativa. Era además académico de la Juventud católica de Barcelona.
Posteriormente dirigió en Lloret de Mar El Distrito Farnense (1892-1898), periódico independiente de avisos y noticias.
Además de periodista, fue un destacado escritor. Se le deben varios volúmenes de poesías. La Enciclopedia Espasa lo define como «un poeta lírico de equilibrada inspiración y vuelos muy elevados», dentro del género objetivo y de la lírica sentimental.
A principios del siglo xx formaba parte de la junta directiva del Sindicato Agrícola de Lloret de Mar. Alternaba su residencia entre Lloret y Santa Coloma de Farners.
En 1878 se casó en Barcelona con Dolores Bernis Forgas y en enero de 1914 se casó en segundas nupcias con Ana Torrent Clará en Santa Coloma, donde falleció pocos meses después. Era primo hermano del escritor Luis Ruiz Contreras.

## Obras
- Lira sagrada (Barcelona, 1879)
- Odas e Idilios
- Cancionero religioso
- Ramillete poético al Sagrado Corazón de Jesús[7]
- La capilla de Santa Cristina de Lloret de Mar (Barcelona, 1891)